# Angelo Casarino
Angelo Casarino detto anche Casarini o Casalino (Treviso, 1529-1530 – Treviso, 1º marzo 1600) è stato un vescovo cattolico italiano.

## Biografia
Nato a Treviso nel XVI secolo, entrò nell'Ordine dei frati predicatori di San Domenico. Fu studioso ed esperto di matematica ed astronomia molto apprezzato nella Treviso dell'epoca. Poche notizie, tuttavia, si trovano di lui nelle fonti storiche prima della sua elezione a vescovo di Caorle, quale successore di Girolamo Righetto, anch'egli originario di Treviso, avvenuta il 5 luglio 1593 per volere di papa Clemente VII. Ricevette l'ordinazione episcopale nella chiesa di San Niccolò della sua stessa città il successivo 14 agosto.
In qualità di vescovo di Caorle, riconsacrò la chiesa di San Giobbe il 13 luglio 1595, in seguito alla profanazione che seguì ad un fatto di sangue e fu chiamato a consacrare l'altare della chiesa di San Sebastiano a Venezia il 18 ottobre 1598, dedicandolo a Sant'Onofrio. Inoltre, come annota il Musolino, partecipò alla solenne traslazione del dipinto della Madonna delle Grazie, detta Ortocosta, dalla chiesa di Santo Stefano a quella dei santi Rocco e Margherita a Venezia (oggi conservata nella chiesa di San Samuele).
Nel 1595 consacra inoltre la statua di San Michele arcangelo, patrono della città di Caorle, opera dello scultore Andrea dell'Aquila, che fa porre nell'omonima chiesa. Di ciò resta un'iscrizione, ancor oggi conservata, che recita:
PRINCIPI GLORIOSISS

DE CAPRVLEN. OMNIB.

OPT. MERITO

CIVITAS CAPRVLANA

A. N. M. D. XCV

EPO F. ANGELO CASARINO

ET PRÆTORE ALOYSIO RIVA

VIRO SANE CL.MO ATQ

INNOCENTISS.»
(La città di Caorle al beato Michele Arcangelo, gloriosissimo Principe, per l'ottimo merito di tutti i caprulensi. Anno della Natività 1595,
vescovo F. Angelo Casarino e podestà Luigi Riva, uomo veramente chiarissimo e innocentissimo)
Ai lati della lapide, che un tempo formava un tutt'uno con la statua di San Michele, si trovano lo stemma del podestà Luigi Riva e quello del vescovo Casarino, che si presenta bipartito, nel registro superiore con un leone rampante che tiene in mano un giglio e nel registro inferiore cappato semplice, proprio dell'ordine dei predicatori domenicani.
Muore a Treviso il 1º marzo 1600. Diversi autori riportano l'«ingegnosa» epigrafe sepolcrale apposta sulla sua tomba, nell'atrio della chiesa di San Nicolò di Treviso, aperta da cinque M e chiusa da cinque S, il cui senso è svelato dall'Ughelli:
Il Bottani riporta che la tomba del vescovo si trova sotto una statua che ne ritrae le sembianze. Si apprende in altra fonte che un ritratto del vescovo Casarino fu realizzato da Bernardino Castelli, al quale è ascritta come prima opera, tratta dal Marmo (ossia probabilmente la statua a cui si riferisce il Bottani). Quest'opera è probabilmente tra quelle commissionate al pittore veneziano dai domenicani di Treviso, e distrutte nei bombardamenti del 1944. Gusso e Gandolfo riportano anche che al vescovo Casarino furono riportati alcuni sonetti dal maestro Giovanni Battista Donato di Gruaro.